# Pheidologeton transversalis
Pheidologeton transversalis é uma espécie de formiga do gênero Pheidologeton, pertencente à subfamília Myrmicinae.